# Планетарна дієта
Планетарна здорова дієта, яку також називають планетарною дієтою — флексітаріанська дієта, розробленою комісією EAT-Lancet у рамках звіту, опублікованого в The Lancet 16 січня 2019 р. Метою звіту та розробленої в ньому дієти є створення дієтичних парадигм, які мають такі цілі:
- Щоб прогодувати 10 мільярдів населення планети у 2050 році
- Щоб значно зменшити кількість смертей у всьому світі через неправильне харчування
- Бути екологічно стійким, щоб запобігти краху світу природи

## Обмеження

Розвиток населення світу за даними ООН, станом на 2022 рік

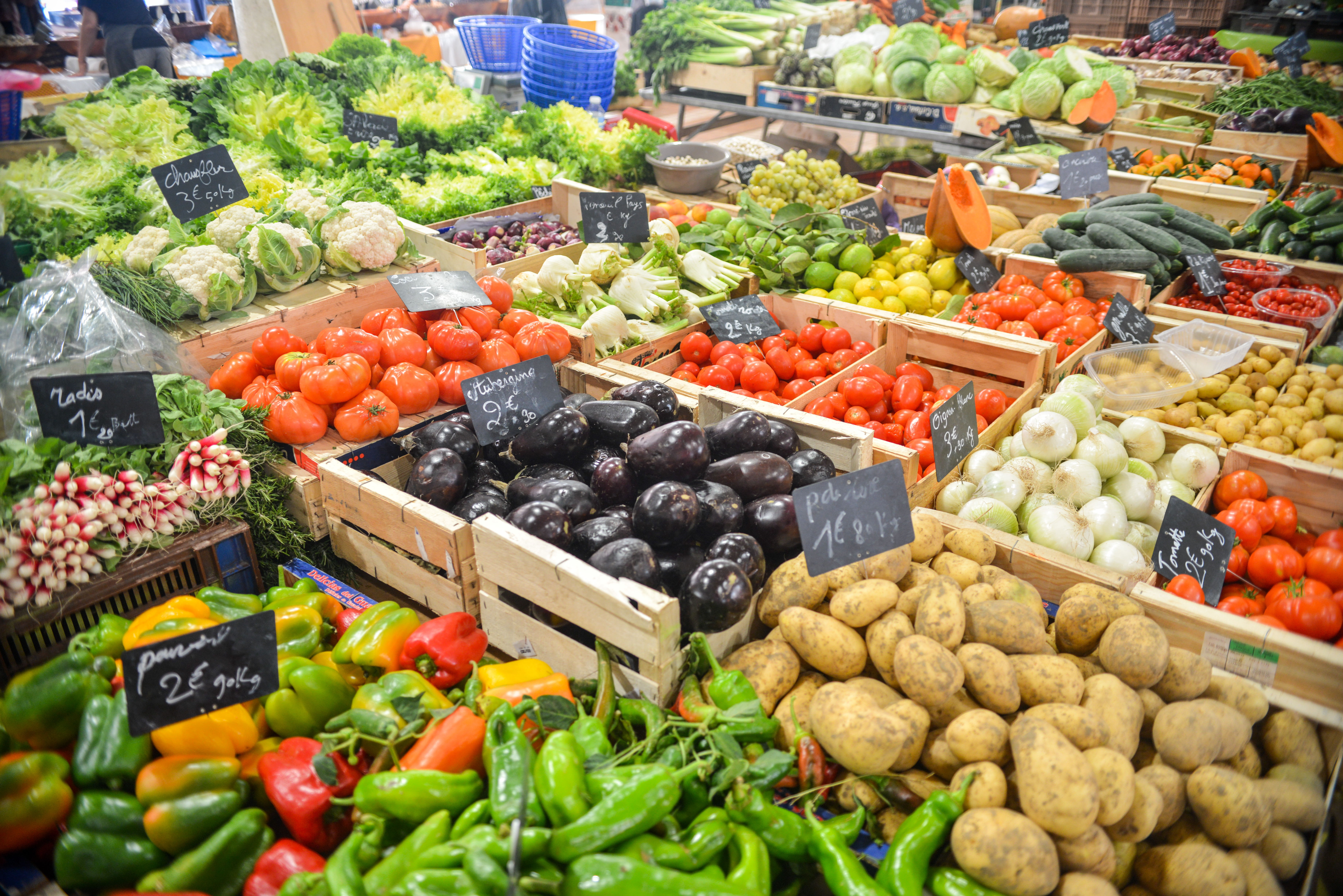
Найбільшу частку за вагою складають овочі

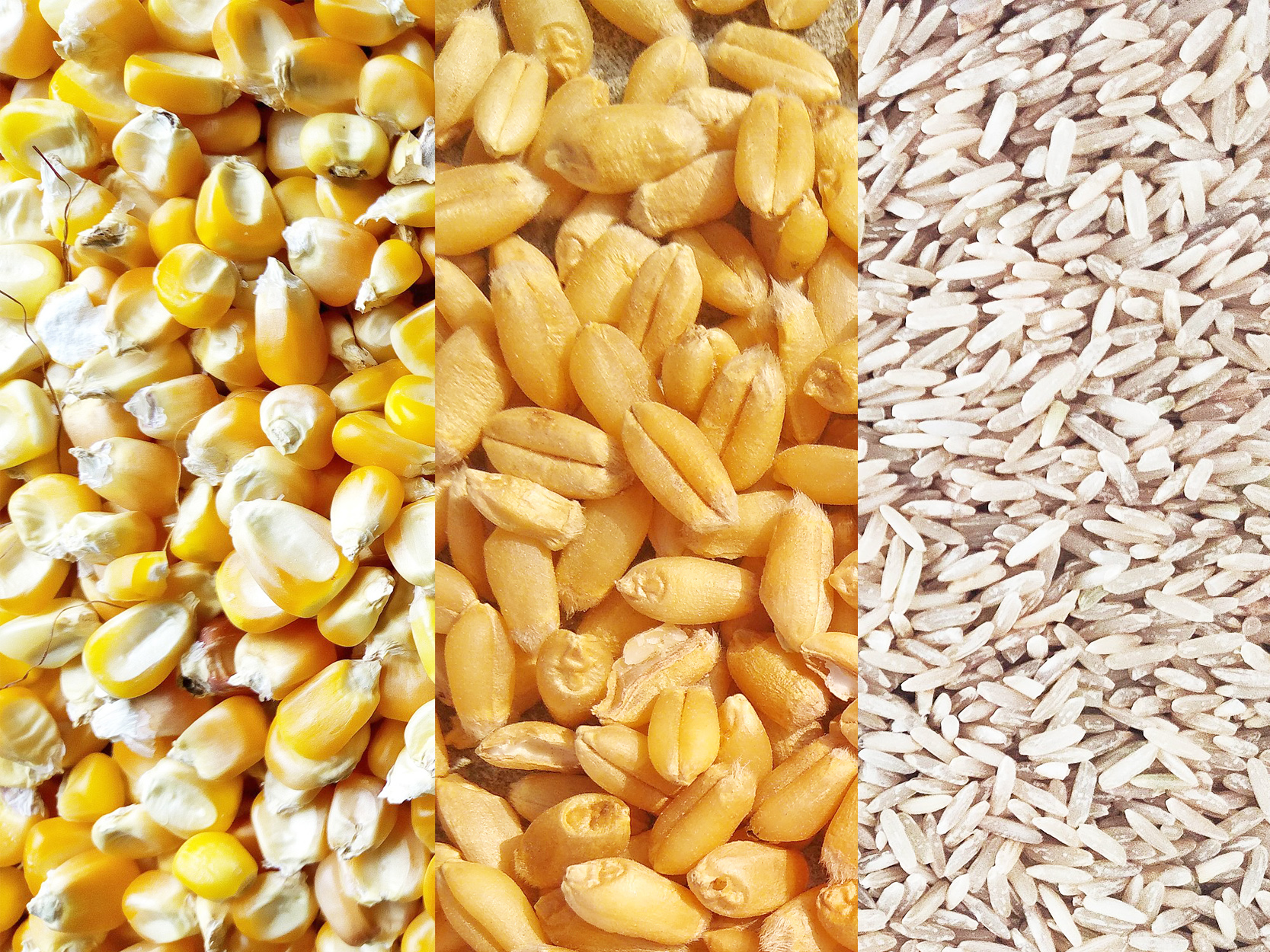
Цільні зерна забезпечують найбільшу кількість енергії

Щоб досягти цього, проєкт дієти встановив суворі обмеження на споживання м'яса, молочних продуктів і крохмалистих овочів, зокрема червоного м'яса . Цілі цього:
- зменшити вплив м'ясної та молочної промисловості на навколишнє середовище,
- теоретично, щоб різко зменшити споживання насичених жирів і цукру з цих груп продуктів.[2] Сучасне споживання м'яса та молочних продуктів часто перевищує рекомендовані норми харчування.[4]

Здорова дієта має оптимальне споживання калорій і складається в основному з різноманітних продуктів рослинного походження та невеликої кількості продуктів тваринного походження. Вони містять ненасичені, а не насичені жири, а також обмежену кількість очищених зерен, продуктів із високим ступенем обробки та доданого цукру.
| Харчування                     | Споживання макроелементів (грамів на добу) (можливий діапазон) | Калорійність раціону (ккал на добу) | Приклад                                                                                    | Порівняння |
| ------------------------------ | -------------------------------------------------------------- | ----------------------------------- | ------------------------------------------------------------------------------------------ | --- |
| Овочі                          | 300 (200—600)                                                  | 78                                  |                                                                                            | |
| Молочні продукти               | 250 (0–500)                                                    | 153                                 | Одна чашка молока на день                                                                  | |
| Цільні зерна                   | 232                                                            | 811                                 |                                                                                            | |
| Фрукти                         | 200 (100—300)                                                  | 126                                 |                                                                                            | |
| Бульба чи коренеплоди          | 50 (0–100)                                                     | 39                                  | Дві картоплини середнього розміру або порції маніоки на тиждень                            | |
| Ненасичені масла               | 40 (20–80)                                                     | 354                                 |                                                                                            | |
| Додані цукри                   | 31                                                             | 120                                 | Дві столові ложки меду на день                                                             | |
| Насичені масла                 | 11.8 (0–11.8)                                                  | 96                                  |                                                                                            | |
| Джерела білка:                 |                                                                |                                     |                                                                                            | |
| Бобові культури                | 75 (0–100)                                                     | 284                                 |                                                                                            | |
| Горіхи                         | 50 (0–75)                                                      | 291                                 |                                                                                            | |
| Курятина та інша домашня птиця | 29                                                             | 62                                  | Одне куряче стегно без кісток і шкіри через день або один шматок ковбасних виробів на день | |
| Риба                           | 28                                                             | 40                                  |                                                                                            | |
| Яловичина, баранина та свинина | 14                                                             | 30                                  | Одна смужка бекону через день або один гамбургер середнього розміру на тиждень             | Вдвічі перевищує середнє споживання на душу населення в Азії та середню кількість червоного м'яса, що споживається в Африці |
| Яйця                           | 13                                                             | 19                                  | Одне яйце кожного третього дня (наприклад, яйце-пашот, панкейки і тощо)                    | Половина споживання яєць в Японії та Китаї; в шість разів більше споживання яєць, ніж в Індії                               |

Існують також інші обмеження щодо кількості фруктів, овочів, бобових, зернових та олії. Це тому, що дієта складається навколо загального споживання 2500 калорій на день (щоб запобігти переїданню). Але основна увага приділяється значному скороченню м'яса, яєць, молочних продуктів і крохмалистих овочів. Комісія EAT-Lancet описує дієту планетарного здоров'я як «флекситарну дієту, яка в основному заснована на рослинних продуктах, але за бажанням може включати невелику кількість риби, м'яса та молочних продуктів».
Межі впливу сільськогосподарського виробництва на навколишнє середовище визначені для шести ключових територій системи Землі. Вони стосуються викидів парникових газів, землекористування, водокористування, використання азоту та фосфору та втрати біорізноманіття.
| Екологічні виклики     | Параметри контролю               | Максимальний ліміт                        | Цільова область           |
| ---------------------- | -------------------------------- | ----------------------------------------- | ------------------------- |
| Зміна клімату          | Викиди парникових газів          | 5 Гт CO 2 екв./рік                        | 4,7-5,4 Гт CO 2 екв. /Дж. |
| Землекористування      | Сільськогосподарські угіддя      | 13 мільйонів км²                          | 11–15 млн км²             |
| прісноводні            | Споживання води                  | 2500 км³/рік                              | 1000-4000 км³/рік         |
| Кругообіг азоту        | Внесення азотних добрив          | 90 днів N/рік                             | 65–130 дг N/рік           |
| Кругообіг фосфору      | Підживлення фосфорними добривами | 8 днів на рік                             | 6–16 днів на рік          |
| Втрата біорізноманіття | Вимирання видів                  | 10 вимирань/мільйон років існування видів | 1-80 U/MSY                |

## Відповідь
Британська газета The Guardian і американське інформаційне агентство CNN позитивно висвітлили дієту.
Гаррі Гарріс, який писав у New Statesman, обережно ставився до тверджень про те, що дієта може змінити світову продовольчу систему, кажучи: «Здається безглуздим продовжувати покладати відповідальність за зміну клімату на поведінку окремих людей, коли ми знаємо, що 100 компаній несуть відповідальність за 71 % глобальних викидів».
Всесвітня організація охорони здоров'я відмовилася від спонсорства заходу EAT-Lancet після критики Джан Лоренцо Корнадо, представника Італії в міжнародних організаціях Женеви. Корнадо сказав, що прийняття єдиного дієтичного підходу для всієї планети знищить традиційні дієти та культурну спадщину, а зменшення споживання м'яса та цукерок призведе до втрати мільйонів робочих місць.
У 2019 році Франсіско Дж. Загмутт та його колеги кинули виклик планетарній дієті на основі недоліків у методології, яка використовується для оцінки здоров'я. Однак, як зазначив Волтер Віллетт, три різні методи, які використовувалися для оцінки кількості смертей серед дорослих, яким можна було б запобігти, були опубліковані незалежно від Комісії EAT-Lancet із детальною методологією.

## Вартість
Вартість цієї дієти менша, ніж зараз витрачають деякі люди, і більша, ніж можуть собі дозволити інші.
Планетарна дієта була піддана критиці Адегболою Т. Адесоганом (Adegbola T. Adesogan) та його колегами у 2020 році, які написали, що орієнтовані на сталий розвиток плани харчування, такі як планетарна дієта, не вирішують проблем жінок і дітей, які наразі занадто бідні, щоб регулярно їсти м'ясо, яйця та молочні продукти, і чиє здоров'я покращилося б, якби вони почали вживати їжу тваринного походження.
Дослідники з Міжнародного дослідницького інституту продовольчої політики та Університету Тафтса підрахували, що майже 1,6 мільярда людей, переважно в країнах Африки на південь від Сахари та Південної Азії, не можуть дозволити собі витрати на еталонну дієту EAT-Lancet.
Дослідження 2020 року показало, що планетарна дієта є більш доступною, ніж типова австралійська.

## Порівняння з рекомендованими моделями дієти
Порівняльне дослідження 2020 року показало, що існують згоди між планетарною дієтою та Дієтичними рекомендаціями для американців на 2015—2020 роки. Відмінності полягають у рекомендованій кількості фруктів, горіхів, червоного м'яса, насіння, крохмалистих овочів і цільного зерна.
Порівняльне дослідження середньостатистичної індійської дієти з планетарною дієтою 2020 року показало, що середньостатистична індійська дієта вважається нездоровою через надмірне споживання зернових і перероблених продуктів з недостатньою кількістю білка, фруктів і овочів.